# Lauttajärvi (sjö i Multia, Mellersta Finland)
Lauttajärvi är en sjö i kommunen Multia i landskapet Mellersta Finland i Finland. Sjön ligger 230,3 meter över havet. Den är 3 meter djup. Arean är 64 hektar och strandlinjen är 6,68 kilometer lång. Sjön  ingår i Kymmene älvs huvudavrinningsområde.   Den ligger omkring 42 kilometer nordväst om Jyväskylä och omkring 260 kilometer norr om Helsingfors. 